# Maroc
Maroc, quốc hiệu là Vương quốc Maroc, là một quốc gia có chủ quyền tại Bắc Phi, giáp Algérie về phía đông, giáp Địa Trung Hải và Đại Tây Dương về phía Bắc và Đông, giáp Tây Sahara (Sahrawi hay Các tỉnh phía Nam) về phía Nam và giáp Mauritanie về phía Tây Nam, đối diện với Tây Ban Nha qua Eo biển Gibraltar, khoảng cách 13 km và biên giới đất liền với hai thành phố tự trị của Tây Ban Nha là Ceuta và Melilla.
Maroc là thành viên của Liên minh châu Phi, Liên đoàn Ả Rập, Liên minh Maghreb Ả Rập, Cộng đồng Pháp ngữ, Tổ chức Hợp tác Hồi giáo, nhóm Đối thoại Địa Trung Hải, Nhóm 77 và là đồng minh lớn (không thuộc NATO) của Mỹ.
Từ năm 1912 đến năm 1956, Maroc là xứ bảo hộ của Pháp và Tây Ban Nha. Người dân Maroc chủ yếu là người Ả Rập và người Berber hoặc người lai hai dân tộc này. Tiếng Ả Rập và Berber là ngôn ngữ chính thức. Tiếng Pháp cũng được nói ở các thành phố. Nền kinh tế Maroc chủ yếu dựa vào nông nghiệp nhưng hai ngành du lịch và công nghiệp cũng đóng vai trò quan trọng. Maroc là một nước quân chủ lập hiến, nhà vua là nguyên thủ quốc gia, thủ tướng là người đứng đầu chính phủ. Rabat là thủ đô của Maroc, còn Casablanca là thành phố lớn nhất.

## Tên gọi
Tên Ả Rập đầy đủ là Al-Mamlaka al-Maghribiya dịch nghĩa là "Vương quốc phía Tây". Al-Maghrib (có nghĩa "phía Tây") được sử dụng phổ biến. Đối với tài liệu lịch sử, các sử gia và các nhà địa lý Ả Rập Trung cổ thường gọi Maroc là Al-Maghrib al Aqşá ("Tối Viễn Tây"), để phân biệt với các khu vực lịch sử láng giềng gọi là al-Maghrib al Awsat ("Trung Tây", Algérie) và al-Maghrib al Adna ("Tối Cận Tây", Tunisia).
Tên Latin hóa "Morocco" trong tiếng Anh xuất phát từ tiếng Latin trung cổ "Morroch," liên quan đến tên của cựu Almoravid và kinh đô Almohad, Marrakech. Người Ba Tư gọi tên xứ này một cách đơn giản là "Marrakech". Từ "Marrakech" được cho là có nguồn gốc từ Mur-Akush trong tiếng Berber có nghĩa là "Vùng đất của Thượng đế".
Từ "Ma Rốc" trong tiếng Việt được lấy từ tiếng Pháp.

## Lịch sử

### Maroc thời Berber
Khu vực Maroc ngày nay đã có người ở từ Thời kỳ Đồ đá mới (ít nhất năm 8000 trước Công nguyên như được chứng thực bằng các dấu hiệu của văn hóa Capsia), một giai đoạn khi Maghreb còn ít khô cằn như ngày nay. Nhiều nhà lý luận cho rằng, người Amazigh, thường gọi là Berber hoặc theo nhận diện tôn giáo của họ (ví dụ như Chleuh), có lẽ đã đến đây vào khoảng cùng thời với thời kỳ bắt đầu ngành canh nông ở khu vực này. Thời xưa, Maroc đã được gọi là Mauretania, dù tên này không nên nhầm lẫn với quốc gia Mauritanie ngày nay.

### La Mã và Maroc tiền La Mã
Từ thế kỷ 9 TCN, người Phoenicia đến định cư ở các vùng ven biển (Melilla, Tangiet, Larache). Người La Mã sáp nhập vương quốc của người Moor và thành lập vùng Đông Bắc Maroc thành tỉnh Mauritania Tingitana.

### Maroc thời Trung cổ
Vào đầu thế kỷ 8, người Ả Rập chinh phục xứ sở này và truyền bá Hồi giáo cho các bộ tộc Berber. Từ năm 1064 đến năm 1269, hai dòng họ lớn của người Berber là Almoravid và Almohad, đã thống nhất vương quốc, cai trị cả vùng Bắc Phi, vùng lãnh thổ phía Đông và phía Nam Tây Ban Nha.
Các vua của Maroc trung cổ:
Triều Idrisid:
- Idriss I (789-791)
- Idriss II (791-828)
- Muhammad ibn Idris (828-836)
- Ali ibn Idris (836-848)
- Yahya ibn Muhammad (848-864)
- Yahya ibn Yahya (864-874)
- Ali ibn Umar (874-883)
- Yahya ibn Al-Qassim (883-904)
- Yahya ibn Umar ibn Idris (904 - 922)
- Vua Fatimid (Ai Cập) Ubayd Allah 922-925.
- Al-Hasan I al-Hajam (925-927)

Giai đoạn thứ hai của Fatimid (Ai Cập) kéo dài 927-937: Ubayd Allah (927 - 934); Muhammad bi-Amrillah (934 - 937)
- Al Qasim Gannum (937-948)
- Abu l-Aish Ahmad (948-954)
- Al-Hasan II ben Kannun (954-974)

Năm 974, vua nhà Idrisid bị Đế quốc Cordoba đánh bại và thống trị gần 300 năm. Năm 1040, Abdallah ibn Yasin lập ra nhà Almoravid, sau đó, nhân lúc Đế quốc Codorba suy yếu, vua nhà Almoravid là Abu Bakr ibn Umar đánh chiếm các vùng lãnh thổ phía Bắc Maroc từ tay người Codorba. Người kế nhiệm ông là người anh họ Yusuf ibn Tashfin mang quân đánh Al-Andalus, lúc này Đế quốc Cordoba đã sụp đổ và Al-Andalus bị phân chia thành các thành bang đánh giết lẫn nhau.
Triều Almoravid:
- Abdallah ibn Yasin (1040-1059) - người sáng lập và là nhà lãnh đạo tinh thần
- Yahya ibn Ibrahim (1048)
- Yahya ibn Umar al-Lamtuni (khoảng 1050-1056)
- Abu Bakr ibn Umar (c.1060-1087) - triều đại được phân chia từ năm 1072
- Yusuf ibn Tashfin (1072-1106)
- Ali ibn Yusuf (1106-1142)
- Tashfin ibn Ali (1142-1146)
- Ibrahim ibn Tashfin (1146)
- Ishaq ibn Ali (1146-1147)

Năm 1121, một học giả tên là Ibn Tumart nổi dậy tự xưng là Mahdi chống lại vua nhà Almoravid. Đến năm 1130, Ibn Tumart qua đời và một người học trò của ông là 'Abdul-Mu'min đã thành công đánh bại và tiêu diệt nhà Almoravid. Một triều đại mới xuất hiện - nhà Almohad:
- Ibn Tumart (1121-1130) (tự xưng là Mahdi)
- 'Abdul-Mu'min (1130-1163) (tự xưng là Khalip)
- Abu Yaqub Yusuf I (1163-1184)
- Abu Yusuf Yaqub al-Mansur  (1184-1199)
- Muhammad an-Nasir  (1199-1213)
- Abu Yaqub Yusuf II  (1213-1224)
- Abdul-Wahid I  (1224)
- Abdallah al-Adil  (1224-1227)
- Yahya  (1227-1229)
- Idris I  (1229-1232)
- Abdul-Wahid II  (1232-1242)
- Ali  (1242-1248)
- Umar  (1248-1266) - đóng đô ở Marrakech
- Idris II  (1266-1269)

Năm 1215, tướng Abd al-Haqq nổi loạn lập vương triều Marinid tại Fes, năm 1269, họ tiêu diệt nhà Almohad ở Marrakesh và thống trị toàn Ma-rốc:
- Abd al-Haqq I (1215-1217)
- Abu Sa'id Uthman I (1217-1240)
- Abu Ma'ruf Muhammad I (1240-1244)
- Abu Yahya ibn Abd al-Haqq (1244-1258)
- Abu Yusuf Yaqub (1258-1286)
- Abu Yusuf Yaqub an-Nasr  (1286-1307)
- Abu Thabit Amir  (1307-1308)
- Abu ar-Rabi Sulayman  (1308-1310)
- Abu Sa'id Uthman II  (1310-1331)
- Abu al-Hasan Ali ibn Uthman  (1331-1348)
- Abu Inan Faris  (1348-1358)
- Muhammad II as-Said (1359)
- Abu Salim Ali II  (1359-1361)
- Abu Umar Tashfin (1361)
- Abu Zayyan Muhammad III.  (1362-1366)
- Abu Faris Abdul Aziz I. (1366-1372)
- Abu'l-Abbas Ahmad (1372-1384)
- Musa ibn Faris (1384-1386)
- Al-Wathiq (1386-1387)
- Abu'l-Abbas Ahmad (1387-1393)
- Abu Faris Abdul Aziz II.  (1393-1396)
- Abdullah (1396-1399)
- Abu Said Uthman III.  (1399-1420)
- Abdalhaqq II  (1420-1465)
- Muhammad ibn Ali Idrisi-Joutey  (1465-1471) - tiếm ngôi

Năm 1472, Abu Zakariya lật đổ Joutey và lập triều Wattasid
- Abu Zakariya Muhammad as-Salih al-Mahdi (1472-1505)
- Abu Abdallah Muhammad I (1505-1524)
- Abul Abbas Ahmad (1524-1545)
- Nasir ad-Din al-Qasri (1545-1547)
- Abul Abbas Ahmad (lần thứ hai, 1547-1549)
- Ali Abu Hassun (1554)

Năm 1549, nhà Saadi lật đổ nhà Wattasid, lập vương triều:
- Mohammed ash-Sheikh (1549-1554, 1554-1557)
- Abdallah al-Ghalib Billah (1557-1574)
- Abu Abdallah Mohammed II (1574-1576)
- Abu Marwan Abd al-Malik I (1576-1578)
- Ahmad I al-Mansur (1578-1603)

Chiến tranh kế vị: 1603-1627
| Cai trị Saadian chính, có trụ sở tại Marrakesh: - Abu Faris Abdallah (r. 1603-1608) - Zidan an-Nasir (người cầu hôn từ năm 1603, r. 1608-1628) | Phe Splinter có trụ sở tại Thành phố Fes, với sức mạnh chỉ địa phương: - Mohammed ash-Sheikh al-Ma'mun (r. 1603-1613) - Abdallah II (r. 1613-1623) - Abu Marwan Abd al-Malik II (r. 1623-1627) |  |

1627-1659: Saadi thống nhất:
- Abu Marwan Abd al-Malik II (r. 1628-1631)
- Al-Walid ibn Zidan (r. 1631-1636)
- Mohammed esh Sheikh es Seghir (r. 1636-1655
- Ahmad II el-Abbas (r. 1655-1659)

Năm 1415, Bồ Đào Nha và Tây Ban Nha xâm chiếm các thành phố ven biển (Ceuta, Tanger, Melilla).

### Triều đại Alaouite: 1660-hiện nay
Năm 1660, Mulay al-Rashid thành lập triều đại Alaouite trị vì vương quốc Maroc cho đến ngày nay. Trong hai thế kỷ 17-thế kỷ 18, đất nước bị xâu xé và phân chia do tranh giành quyền thừa kế, kinh tế suy tàn. Trước áp lực của các cường quốc châu Âu (Anh, Pháp, Tây Ban Nha). Maroc buộc phải mở cửa thông thương từ năm 1864. Dưới sự trị vì của các Quốc vương Hassan I (1873- 1894), Abd al-Aziz (1894-1908) và Abd al-Hafid (1908-1912), Maroc vẫn bảo vệ được nền độc lập nhờ sự kình địch giữa các cường quốc.
Tình trạng nợ nước ngoài dẫn đến việc Maroc bị dặt dưới quyền giám hộ của các cường quốc châu Âu theo hiệp ước Algeciras (1906). Theo hiệp ước Fès (1912), Pháp thành lập chế độ bảo hộ ở Maroc, trong khi Tây Ban Nha giành quyền kiểm soát vùng lãnh thổ phía Bắc (Rif) và vùng lãnh thổ phía Nam (Ifni).
Các quốc vương Alaouite (1660 - hiện nay):
1. Al-Rashid: 1660 - 1672
2. Ismail ibn Sharif: 1672 - 1727
3. Abu'l Abbas Ahmad: 1727 - 1728
4. Abdalmalik: 1728 (vài tháng)
5. Abu'l Abbas Ahmad: 1728 - 1729
6. Abdallah: 1729 - 1734
7. Ali: 1734 - 1736
8. Abdallah: 1736 (vài tháng)
9. Mohammed II: 1736 - 1738
10. Al-Mostadi: 1738 - 1740
11. Abdallah: 1740 - 1741
12. Zin al-Abidin: 1741 (vài tháng)
13. Abdallah: 1741-1742
14. Al-Mostadi: 1742-1743
15. Abdallah: 1743-1747
16. Al-Mostadi: 1747-1748
17. Abdallah: 1748-1757
18. Mohammed III: 1757-1790
19. Yazid: 1790-1792
20. Slimane: 1792-1822
21. Abd al-Rahman: 1822-1859
22. Mohammed IV: 1859-1873
23. Hassan I: 1873-1894
24. Abd al-Aziz: 1894-1908
25. Abd al-Hafid: 1908-1912
26. Yusef: 1912-1927
27. Mohammed V: 1927-1953
28. Mohammed ben Aarafa, do Pháp lập: 1953-1955
29. Mohammed V: 1955-1961
30. Hassan II: 1961-1999
31. Mohammed VI: 1999-nay

### Ảnh hưởng của châu Âu
Abdelkarim al-Khattabi, thủ lĩnh người Berber trong vùng Rif, lãnh đạo cuộc kháng chiến chống lại sự chiếm đóng của Pháp và Tây Ban Nha (1912-1926). Khattabi bị đánh bại, nhưng cuộc kháng chiến du kích trong vùng núi Atlas kéo dài đến năm 1934. Sau Chiến tranh thế giới thứ II, phong trào dân tộc phát triển (đảng Istiglal, 1944; đảng Dân chủ Độc lập, 1946). Quốc vương Sidi Mohammed đòi trao trả độc lập cho Maroc. Ông bị Pháp truất phế năm 1953 và được phục hồi năm 1955. Năm 1956, Pháp trao trả độc lập cho Ma-rốc, quốc vương Mohammed ben Arafa do Pháp dựng lên thoái vị và bỏ trốn sang Nice (năm 1960 thì ông đến Beirut nhưng sau đó trở lại Nice và mất tại đó vào năm 1976). Sidi Mohammed trở lại làm vua, lấy danh hiệu là Mohammed V.

### Maroc hiện đại
Sau khi nhà vua qua đời (1961), Thái tử Hassan II lên nối ngôi. Hassan II tiến hành dân chủ hóa đời sống chính trị trong nước một cách thận trọng sau khi đè bẹp các nhóm đối lập cấp tiến và tiến hành thực hiện chính sách ngoại giao một cách tích cực. Từ năm 1975, nhà vua thành công trong việc đạt được sự đồng thuận của nhân dân trong nước nhờ chính sách về Sahara: cuộc "Hành quân xanh" với sự tham gia của 350.000 người tình nguyện (1975) đã chiếm lại toàn bộ lãnh thổ vùng Tây Sahara nhưng cũng tạo ra cuộc xung đột với các chiến binh thuộc Mặt trận Polisario. Mặc dầu hai bên thực hiện lệnh ngừng bắn và chấp nhận cuộc trưng cầu ý dân về quyền tự quyết do Liên Hợp Quốc và Tổ chức Thống nhất châu Phi đề nghị, nhưng việc giải quyết xung đột vẫn bế tắc. Năm 1988, Maroc thành lập lại quan hệ ngoại giao với Algérie.
Bị chỉ trích là chuyên chế, Quốc vương Hassan II đã cố gắng tăng cường hòa giải dân tộc: phóng thích tù nhân chính trị gỡ bỏ lệnh kiểm duyệt, thừa nhận các đảng đối lập. Việc sửa đổi hiến pháp năm 1996 nhằm hướng tới quân bình hóa giữa quyền hành pháp và quyền lập pháp. Năm 1998, Abd al-Rahman Yusufi được bổ nhiệm làm Thủ tướng. Năm 1999, Quốc vương Hassan II qua đời, người con trưởng lên kế vị, lấy danh hiệu là Mohammad VI.
Maroc thông qua chế độ đa đảng chính trị, với khoảng 30 đảng phái hợp pháp. Đảng đối lập trước đây gồm hai đảng kế tục Phong trào độc lập dân tộc Maroc là đảng Istiglal (PI) và Liên minh các lực lượng nhân dân xã hội chủ nghĩa (USFP). Từ năm 1998 đến 2002, đảng đối lập đứng đầu Liên minh Chính phủ, còn gọi là Chính phủ đan xen. Sau cuộc bầu cử tháng 9 năm 2002, một liên minh mới được hình thành bao gồm các đảng USFP, PI, RNI (đảng trung hữu), đảng MP và đảng MNP (các đảng của người Berber), đứng đầu là Thủ tướng Driss Jettou, người không thuộc đảng phái nào. Theo công luận, Thủ tướng Jettou có một hình ảnh tốt (liêm khiết, có năng lực) và đã nỗ lực phát động những cuộc cải cách căn bản (bảo hiểm bệnh tật bắt buộc, lương hưu, đầu tư cải thiện cơ cấu kinh tế). Các đảng chính của phe đối lập là PJD (Đảng Hồi giáo), UC, PND (đảng cánh hữu) và GSU (đảng cánh tả cấp tiến). Cuộc bầu cử tối sẽ diễn ra vào tháng 9 năm 2007.
Từ vài năm nay, Maroc thực hiện mục tiêu thiết lập một chế độ dân chủ hơn và xây dựng một Nhà nước pháp quyền (ban hành Bộ luật gia đình mới, Luật về các đảng phái chính trị, Luật chống tra tấn...).
Tình hình Maroc hiện nay nhìn chung ổn định. Tuy nhiên vấn đề Tây Sahara vẫn đang là một điểm nóng chính trị của Maroc. Giải pháp do Liên Hợp Quốc đưa ra từ hơn 10 năm nay nhằm tổ chức trưng cầu dân ý để nhân dân Tây Sahara tự quyết định tương lai của mình vẫn không thực hiện được. Trong khi đó chính quyền ở đây đã tuyên bố thành lập nước Cộng hòa Dân chủ Ả Rập Xarauy, tuy chưa được Liên Hợp Quốc và nhiều nước trên thế giới công nhận.

## Địa lý

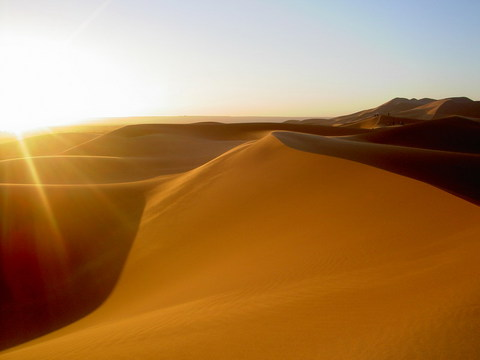
Sa mạc ở Maroc

Với diện tích 446,550 km² (172,402 dặm vuông), Maroc là quốc gia có diện tích lớn thứ 57 trên thế giới (nhỏ hơn Uzbekistan). Lớn hơn Iraq và tiểu bang California của Mỹ.
Biên giới phía đông và đông nam với Algérie đã đóng cửa từ năm 1994. Có 4 vùng đất của Tây Ban Nha dọc theo bờ biển Địa Trung Hải lọt trong lãnh thổ của Maroc là: Ceuta, Melilla, Peñón de Vélez de la Gomera, Peñón de Alhucemas và quần đảo Chafarinas, cũng như đảo còn tranh chấp Perejil. Đảo Canary ngoài khơi bờ biển Đại Tây Dương thuộc về Tây Ban Nha, trong khi Madeira ở phía Bắc thuộc về Bồ Đào Nha. Về phía Bắc, Maroc có biên giới với Strait of Gibraltar và quản lý một phần đường thủy ra vào Địa Trung Hải. Dãy núi Rif có vai trò là biên giới với Địa Trung Hải từ Tây Bắc đến Đông Bắc. Dãy núi Atlas như là xương sống chạy từ tây nam đến đông bắc. Hầu hết phần phía Đông là sa mạc Sahara và ít có dân cư sinh sống cũng như các hoạt động kinh tế. Hầu hết dân cư tập trung ở phía Bắc của các dãy núi. Phía nam của Maroc là phần phía tây của sa mạc Sahara, cũng là thuộc địa trước đây của Tây Ban Nha và được sáp nhập vào Maroc năm 1975 (xem thêm Green March). Maroc tuyên bố rằng phía tây Sahara là một phần lãnh thổ của họ và gọi là các tỉnh phía Nam.
Thủ đô của Maroc là Rabat; và thành phố lớn nhất cũng là cảng chính của Maroc là Casablanca.
Các thành phố khác gồm: Agadir, Essaouira, Fes, Marrakech, Meknes, Mohammadia, Oujda, Ouarzazat, Safi, Salè, Tangier và Tétouan.

### Khí hậu

Phân loại khí hậu Köppen của Maroc

Do vị trí địa lý nên vùng phía Tây và phía Bắc nằm trong miền khí hậu Địa Trung Hải, mùa hè nóng và khô, mùa đông ấm và ẩm ướt. Vùng phía Đông và phía Nam chịu ảnh hưởng khí hậu sa mạc khô cằn và khí hậu nhiệt đới.

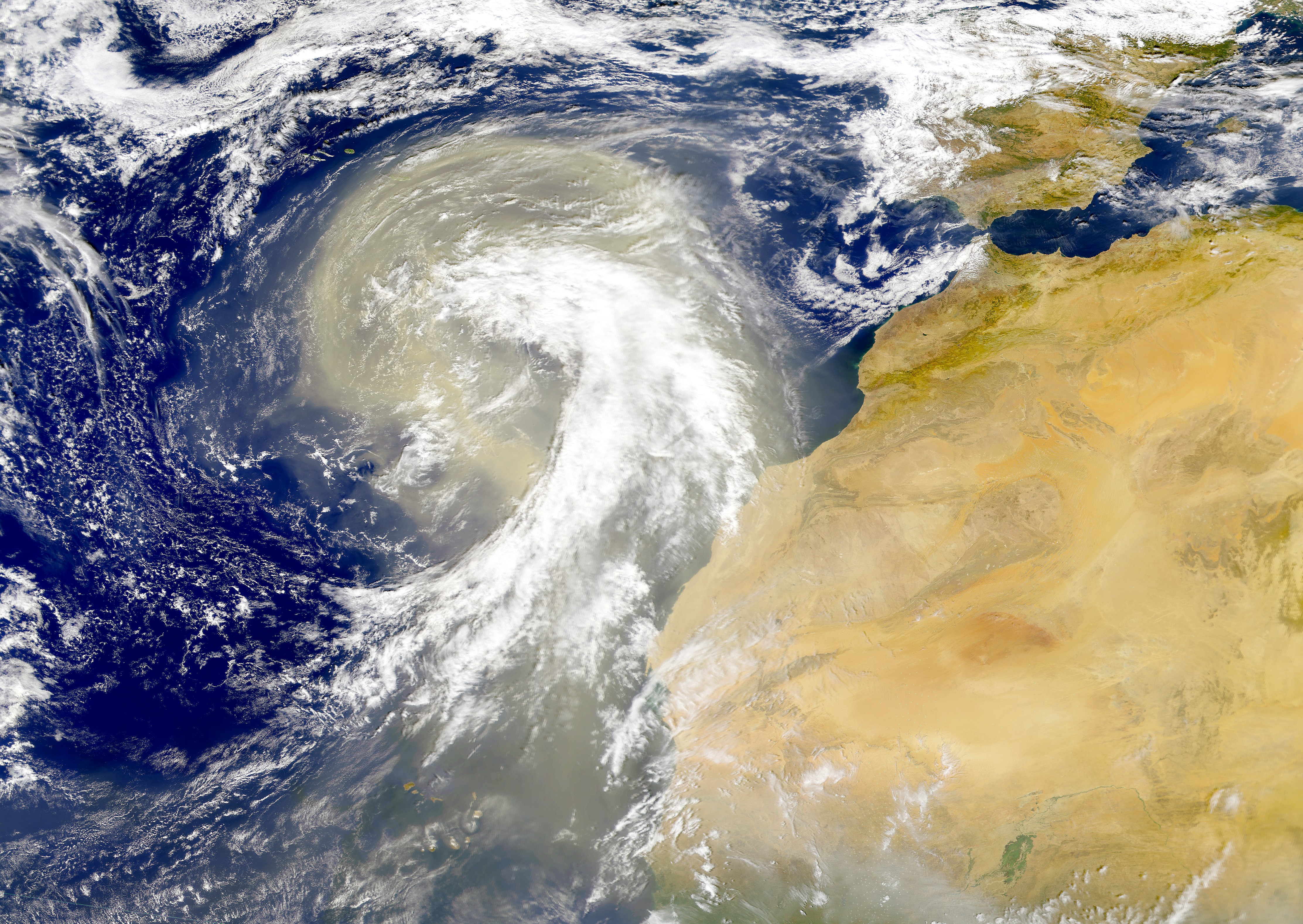
Ảnh vệ tinh chụp một luồng bụi cát ngoài khơi Maroc

Vào mùa đông, khí hậu các vùng miền núi phía Nam thường lạnh và ẩm ướt, tuyết rơi nhiều ở vùng núi Atlas.
Tuy nhiên ở vùng Agadir, Fès, Marrakech và Ouarzazate thường có nắng 8h mỗi ngày. Nhiệt độ trung bình trong những thành phố này là trên 17 °C. Đôi khi có gió Xirôcô loại gió đến từ hướng Đông mang theo không khí khô và nóng làm nhiệt độ tăng cao. Bên cạnh sa mạc Sahara luôn có những trận gió khô và nóng bỏng, nhiệt độ đôi khi lên đến 45 °C vào tháng 8.

## Chính trị
Maroc theo chế độ quân chủ lập hiến và đa nguyên chính trị; Vua có thực quyền.
Quốc hội là cơ quan lập pháp lưỡng viện, gồm Thượng viện 270 ghế (nhiệm kỳ 9 năm, trong đó 1/3 được bầu lại sau 3 năm), Hạ viện 325 ghế (nhiệm kỳ 5 năm). Bầu cử Hạ viện ngày 7 tháng 9 năm 2007 với kết quả các Đảng: Istiqhal (PI) (Đảng độc lập- một trong 2 đảng cầm quyền) 49 ghế, Đảng Công lý và Phát triển (PJD) 40, Phong trào Nhân dân (MP) 36, Tập hợp Quốc gia của những người Độc lập (RNI) 34, Liên minh XHCN các lực lượng bình dân (USFP- một trong 2 đảng cầm quyền) 33. Số ghế còn lại thuộc về 18 chính đảng khác và các ứng viên không đảng phái.
Bầu cử Hội đồng tư vấn (Thượng viện) ngày 3 tháng 10 năm 2009 có kết quả các Đảng: PI 52, PJD 46, MP 41, RNI 39, USFP 38, Liên minh hợp hiến (UC) 27, PPS 17, FFD 9, Phong trào Dân chủ và Xã hội (MDS) 9, Al Ahd 8 và 39 ghế còn lại thuộc về các đảng khác.
Ngày 19 tháng 9 năm 2007, Vua Mohammed VI bổ nhiệm Abbas El Fassi (nguyên là Bộ trưởng Nhà nước trong Chính phủ mãn nhiệm) làm thủ tướng thay Driss Jettou. Ngày 15 tháng 10 năm 2007, Vua phê chuẩn Chính phủ mới gồm 33 Bộ trưởng và Quốc Vụ khanh, trong đó có 5 Bộ trưởng và 2 Quốc vụ khanh là nữ.

### Đối ngoại
Maroc là thành viên Liên Hợp Quốc và nhiều tổ chức quốc tế, khu vực như Khối Maghreb (UMA), Phong trào không liên kết, Tổ chức Thương mại Thế giới, Nhóm G77, Liên đoàn Ả Rập và Tổ chức Hợp tác Hồi giáo.

### Nhân quyền
Vào đầu những năm 1960 đến cuối những năm 1980, dưới sự lãnh đạo của Hassan II, Ma-rốc có một trong những thành tích nhân quyền tồi tệ nhất ở cả Châu Phi và thế giới. Sự đàn áp của chính phủ đối với những người bất đồng chính kiến diễn ra phổ biến dưới thời Hassan II lãnh đạo, cho đến khi nó giảm mạnh vào giữa những năm 1990. Những thập kỷ mà các vụ lạm dụng được thực hiện được gọi là Những năm lãnh đạo (Les Années de Plomb), và bao gồm các vụ mất tích cưỡng bức, ám sát những người chống đối chính phủ và những người biểu tình, và các trại thực tập bí mật như Tazmamart.
Để kiểm tra các vụ lạm dụng xảy ra dưới thời trị vì của Vua Hassan II (1961–1999), chính phủ dưới thời Vua Mohammed đã thành lập Ủy ban Hòa giải và Công bằng (IER). Theo báo cáo thường niên của Tổ chức Theo dõi Nhân quyền năm 2016, chính quyền Ma-rốc đã hạn chế quyền biểu đạt, lập hội và hội họp ôn hòa thông qua một số luật.
Các nhà chức trách tiếp tục truy tố cả phương tiện truyền thông in ấn và trực tuyến chỉ trích chính phủ hoặc nhà vua (hoặc gia đình hoàng gia). Cũng có những cáo buộc dai dẳng về bạo lực đối với cả những người biểu tình ủng hộ độc lập Sahrawi và ủng hộ Polisario ở Tây Sahara; một lãnh thổ tranh chấp bị Ma-rốc chiếm đóng và coi là một phần của các tỉnh phía Nam. Ma-rốc đã bị cáo buộc giam giữ các nhà hoạt động ủng hộ độc lập của Sahrawi như những tù nhân lương tâm.
Các hành vi đồng tính luyến ái cũng như quan hệ tình dục trước hôn nhân là bất hợp pháp ở Ma-rốc và có thể bị phạt tù từ sáu tháng đến ba năm. Việc truyền đạo cho bất kỳ tôn giáo nào khác ngoài Hồi giáo là bất hợp pháp (điều 220 của Bộ luật Hình sự Ma-rốc), và tội đó có thể bị phạt tù tối đa 15 năm. Bạo lực đối với phụ nữ và quấy rối tình dục đã bị hình sự hóa. Hình phạt có thể từ một tháng đến năm năm, với mức phạt từ $200 đến $1.000. Vào tháng 5 năm 2020, hàng trăm công nhân nhập cư Ma-rốc bị mắc kẹt ở Tây Ban Nha trong bối cảnh các hạn chế được áp đặt do đại dịch COVID-19. Chính phủ Tây Ban Nha tuyên bố rằng họ đang thảo luận với chính phủ Ma-rốc về việc hồi hương những người lao động nhập cư thông qua một "hành lang nhân đạo" và những người di cư sau đó đã trở về nhà

### Phân cấp hành chính

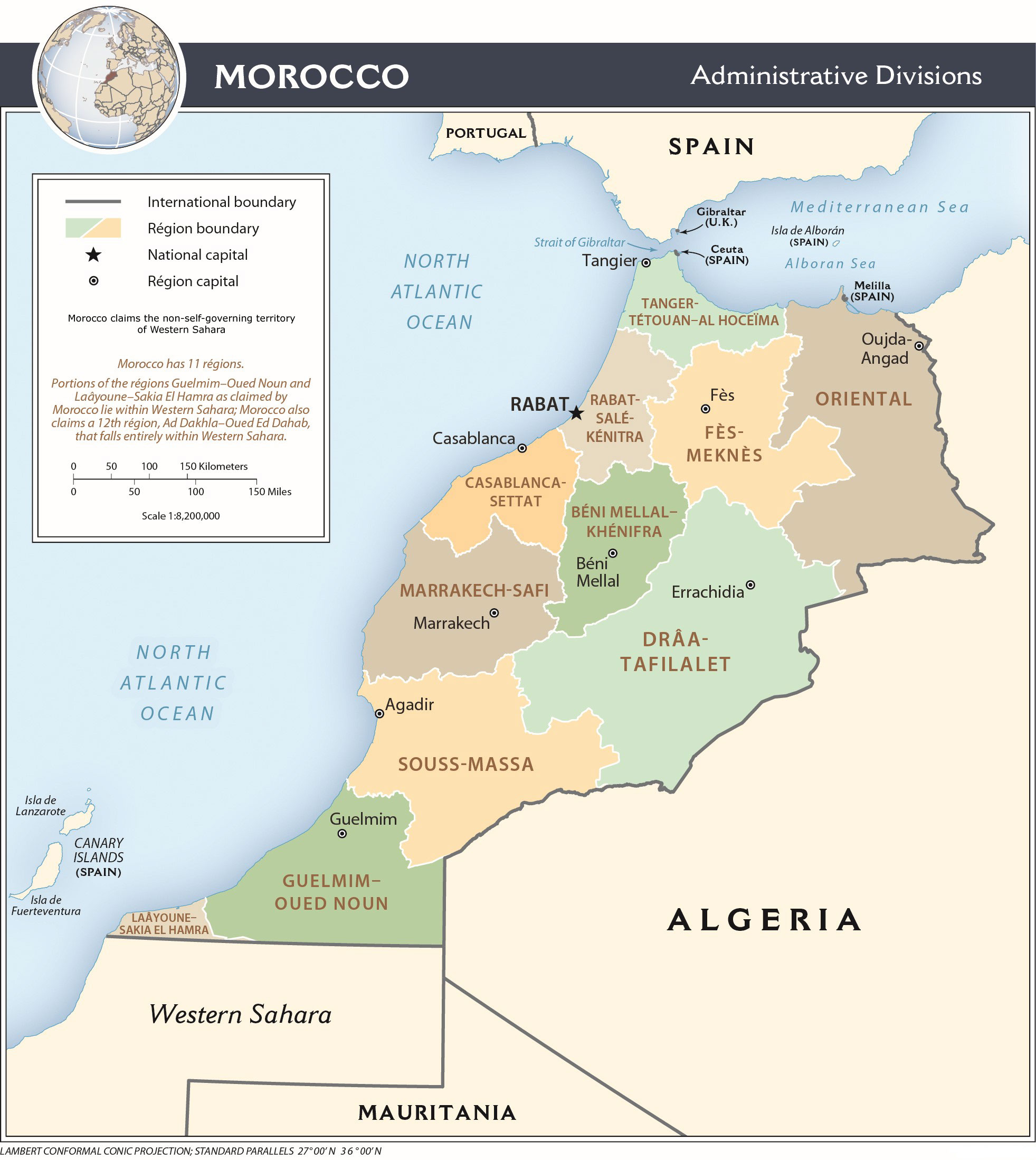
Phân cấp hành chính của Maroc

Maroc được chia thành 12 vùng, 62 châu và 13 tỉnh.
| - Chaouia-Ouardigha - Doukkala-Abda - Fès-Boulemane - Gharb-Chrarda-Béni Hssen - Greater Casablanca - Guelmim-Es Semara - Laâyoune-Boujdour-Sakia El Hamra* - Marrakech-Tensift-El Haouz |  | - Meknès-Tafilalet - Oriental - Oued Ed-Dahab-Lagouira* - Rabat-Salé-Zemmour-Zaer - Souss-Massa-Draâ - Tadla-Azilal - Tangier-Tétouan - Taza-Al Hoceima-Taounate |

### Tình trạng phía Tây Sahara

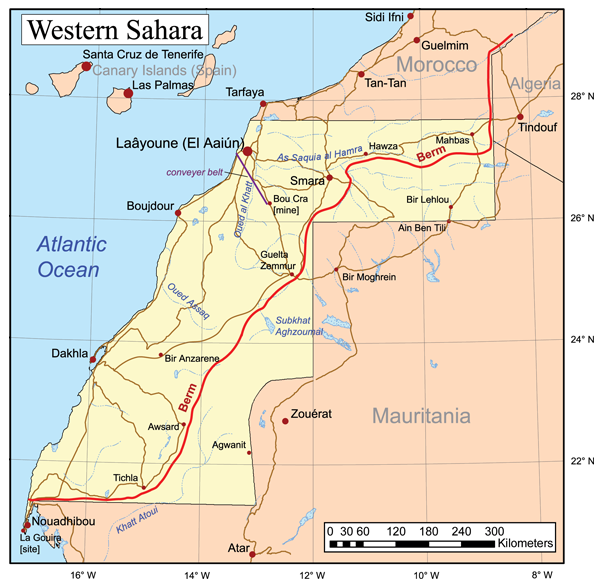
Maroc sáp nhập Tây Sahara vào năm 1975. Mặt trận Polisario kiểm soát lãnh thổ ở phía đông Bức tường Tây Sahara Maroc.

Do xung đột về Tây Sahara, vị thế của cả hai vùng Saguia el-Hamra và Río de Oro đang bị tranh chấp.
Chính phủ Maroc một tổ chức tự trị, dù thông qua Hội đồng cố vấn hoàng gia về các vấn đề Sahara (CORCAS) cần phải quản lý với một mức độ nhất định xứ tự trị Tây Sahara. Đề án này đã được trình cho Hội đồng bảo an Liên Hợp Quốc giữa tháng 4 năm 2007. Sự bế tắc trong việc xử lý các kiến nghị của Maroc đã khiến Liên Hợp Quốc trong "Báo cáo Tổng thư ký Liên Hợp Quốc" gần đây yêu cầu các bên thực hiện thương thảo vô điều kiện và trực tiếp để đạt được một thỏa thuận chính trị được hai bên chấp thuận. Quyền tự trị bị Mặt trận Polisario, một nhóm chống lại sự cai trị của thực dân Tây Ban Nha phản đối và hiện nay đang đấu tranh phi thực dân hóa Tây Sahara với tên Cộng hòa Dân chủ Ả Rập Sahrawi.

## Kinh tế

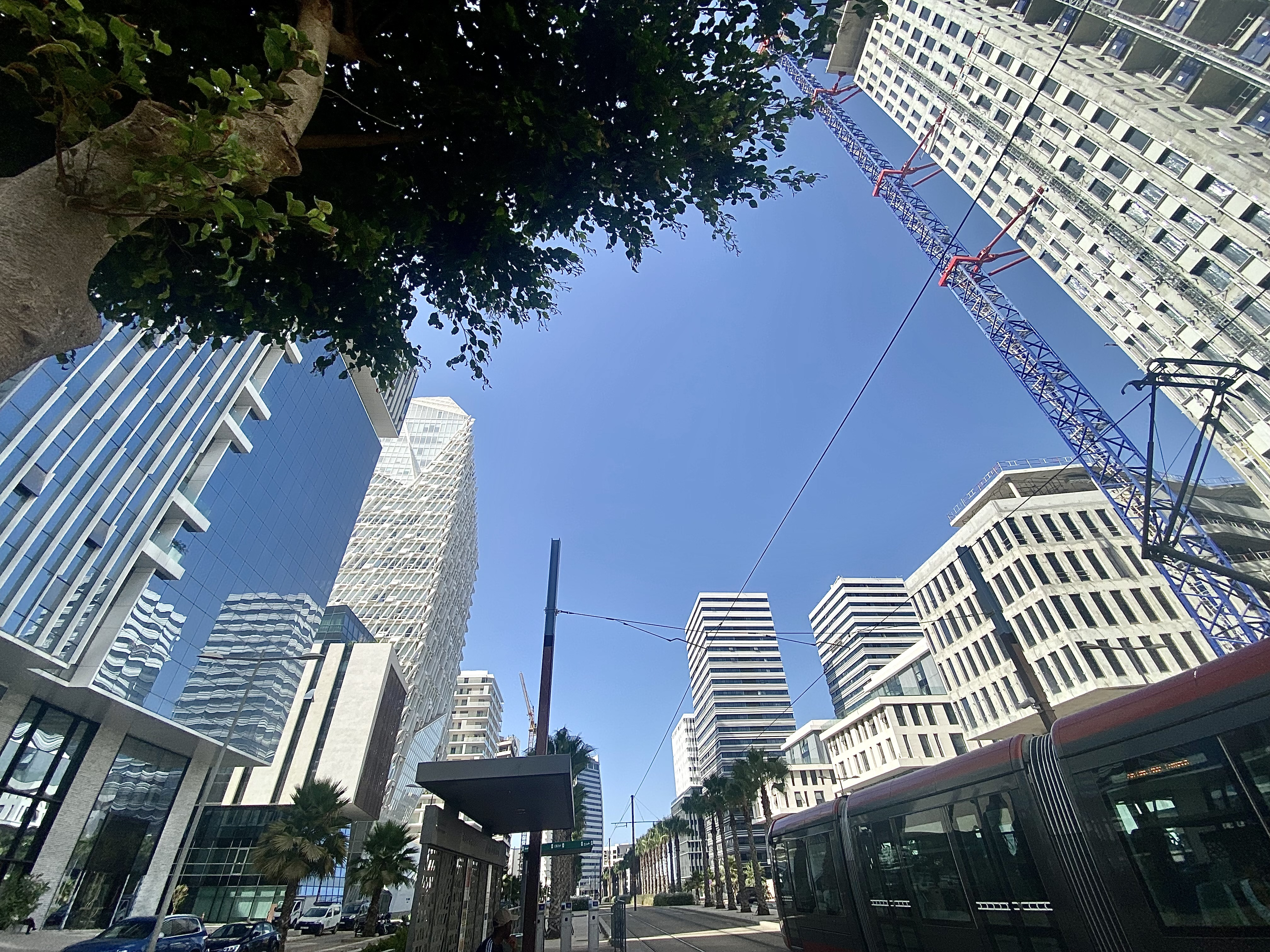
Thành phố Tài chính Casablanca

Nền kinh tế Maroc là một nền kinh tế thị trường theo chủ nghĩa tự do kinh tế. Từ năm 1993, chính phủ Maroc có chính sách tư nhân hóa một số khu vực kinh tế nhà nước. Maroc có vai trò quan trọng trong kinh tế châu Phi và là nền kinh tế lớn thứ sáu ở châu Phi theo GDP (PPP). Maroc được Cơ quan Tình báo Kinh tế xếp hạng thứ nhất về chỉ số chất lượng cuộc sống vào năm 2020.
Phosphat là nguồn khoáng sản lớn (Maroc là nước xuất khẩu đứng đầu thế giới) với 54,5 tỷ tấn, chiếm 3/4 trữ lượng thế giới, sản xuất khoảng 20 triệu tấn/năm, trong đó xuất khẩu 10 triệu tấn, tạo điều kiện cho ngành công nghiệp hóa học phát triển. Ngoài ra còn có một số ngành công nghiệp và tiểu thủ công nghiệp khác. Trục Casablanca - Rabat - Kemtra tạo nên vùng công nghiệp hàng đầu của quốc gia. Du lịch (2,4 triệu du khách mỗi năm) và đánh bắt cá biển cũng đóng vai trò quan trọng trong nền kinh tế.
Cán cân thương mại thâm hụt vì Maroc phải nhập khẩu dầu mỏ, ngũ cốc và hàng hóa sản xuất. Thêm vào đó, tình trạng hạn hán hoành hành trong hai năm 1999 và 2000, 20% lực lượng lao động thất nghiệp. Tuy nhiên, chính phủ đã kiểm soát được tình trạng lạm phát và thâm hụt ngân sách.
Hiện nay Maroc đang nằm trong số những nước đang nổi lên giống như Ấn Độ và Thổ Nhĩ Kỳ, là một trong số ít các quốc gia Ả Rập (Liban và Palestine) không có nguồn tài nguyên dầu khí. Ngược lại nước này lại có trữ lượng phosphat là 5,7 tỷ tấn (năm 2005) đứng thứ 2 sau Trung Quốc và là xuất khẩu số 1 trên thế giới về sản phẩm này.
Đối với nền kinh tế Maroc, thập kỷ 90 được đánh dấu bằng một sự tăng trưởng không cao. Tốc độ tăng trưởng kinh tế trung bình chỉ đạt 1,8%/năm giai đoạn 1995-2000. Giai đoạn 2001-2006 con số này đã khả quan hơn với tốc độ tăng trưởng 4,7%/năm. Riêng năm 2006, tăng trưởng GDP của Maroc lên tới 8,1% đạt 52,3 tỷ USD, chủ yếu do tăng trưởng nông nghiệp. Trong năm 2006, Maroc đạt thu nhập bình quân đầu người là 1.730 USD/người, thấp hơn mức trung bình của khu vực Bắc Phi (2.241 USD).
Tỷ lệ thất nghiệp đã giảm từ 16% năm 1999 xuống còn 9,7% năm 2006. Tuy nhiên tỷ lệ này vẫn còn cao và trong những năm tới số lượng người thất nghiệp sẽ không giảm nếu tỷ lệ tăng trưởng kinh tế dưới mức 6%. Tỷ lệ lạm phát được giữ ở mức 1,7% giai đoạn 1996-2000 và 1,4% giai đoạn 2001-2005 nhờ thực hiện chính sách ngân sách và tiền tệ thích hợp. Tỷ lệ nghèo đói đã giảm từ 16,5% năm 1997 xuống còn 14% năm 2005. Chênh lệch thu nhập giữa các vùng giảm nhờ thực hiện Sáng kiến quốc gia về phát triển con người.
Những kết quả đó có được phần lớn nhờ vào việc Maroc tiến hành những cuộc cải cách trong nhiều lĩnh vực và thông qua chính sách tự do hoá nền kinh tế dựa trên sự năng động của khu vực kinh tế tư nhân, sự minh bạch hoá, tôn trọng Nhà nước pháp quyền và mở cửa ra thế giới bên ngoài.

### Tài chính
Maroc đã thiết lập một khung kế toán mới cho các tổ chức tín dụng, tự do hoá lãi suất, dỡ bỏ những hạn chế về tín dụng, loại bỏ những khoản đầu tư bắt buộc (từ năm 1993 đến 1999). Củng cố lĩnh vực bảo hiểm với việc ban hành Bộ luật bảo hiểm năm 2002. Cơ cấu lại các ngân hàng quốc doanh. Bán 20% ngân hàng quốc doanh lớn nhất (BCP) cho tư nhân với giá trị 70,5 triệu euro (2004). Sửa đổi lại Luật ngân hàng và ban hành quy chế mới cho Ngân hàng Trung ương Bank Al Maghrib (2004-2005)...

### Tự do hoá giá cả
Thực hiện tự do định giá và ban hành Luật cạnh tranh năm 2001: Giá cả được tự do ấn định trừ trường hợp thiên tai quy mô lớn, thị trường biến động không bình thường và trừ 3 mặt hàng là bột lúa mì, đường và thuốc lá phải chờ đến năm 2006. Tự do hoá việc chuyển chở hàng hoá bằng đường bộ.

### Tư hữu hóa
Lĩnh vực viễn thông đã được hoàn toàn tư hữu hoá với việc cấp giấy phép thứ hai về kinh doanh điện thoại di động cho công ty Meditel, nhờ đó giá cước viễn thông đã giảm.
Xoá bỏ sự độc quyền về sản xuất năng lượng (1997), các doanh nghiệp tư nhân được sản xuất điện trong khuôn khổ các thoả thuận nhượng quyền. Vì vậy người tiêu dùng được hưởng giá điện thấp. Việc sửa đổi luật Tư hữu hoá năm 1999 đã tạo tính linh hoạt trong quá trình tư hữu hoá và bán các doanh nghiệp quốc doanh trên thị trường chứng khoán trong và ngoài nước và trong khuôn khổ mời thầu.
Trong lĩnh vực hàng không, việc mở cửa thị trường cho tự do cạnh tranh (2001-2004) đã tạo điều kiện có thêm nhiều hãng hàng không đến khai thác, tăng chuyến bay và giảm giá vé, giúp tăng lượng khách du lịch đến Maroc.

### Cải cách môi trường thương mại và đầu tư
Luật đầu tư năm 1995 đã giúp cải thiện khung pháp lý về đầu tư, loại bỏ những chồng chéo trong các lĩnh vực. Luật Toà án thương mại năm 1998 đã đơn giản hoá quá trình thẩm tra các tranh chấp thương mại và quyền sở hữu trí tuệ. Việc thành lập 16 trung tâm đầu tư khu vực năm 2003 với chế độ một cửa chủ trương phi tập trung hoá cấp quyết định tạo điều kiện thành lập doanh nghiệp ở các khu vực khác nhau.

### Cải cách hành chính công
Việc ban hành Quy định về ký kết hợp đồng công năm 1999 đã giúp công khai việc đấu thầu Nhà nước, đảm bảo tự do cạnh tranh, bảo vệ quyền của những người dự thầu và đơn giản hoá các thủ tục. Nâng cao hiệu quả và chất lượng của đội ngũ công chức bằng chương trình tuyển chọn lại và về hưu sớm.

### Tự do hoá thương mại quốc tế
Maroc gia nhập WTO ngày 1 tháng 1 năm 1995, sửa đổi Bộ luật thương mại năm 1996, tiến hành loại bỏ những hạn chế về số lượng và sử dụng thuế quan là phương tiện chính để bảo vệ sản xuất trong nước.
Maroc đã xóa sổ sự độc quyền về nhập khẩu (năm 1996) để có những sản phẩm cơ bản (trừ lúa mì) để sản xuất bột mì trong nước.
Năm 1997, Maroc đã tiến hành cải cách thuế quan, thời gian làm thủ tục thông quan đã giảm từ trên 5 ngày trước năm 1997 xuống còn dưới 1h. Thủ tục hải quan rõ ràng, công khai và dễ nhận thấy. Maroc đã ký một loạt hiệp định tự do mậu dịch với EU, các nước Ả Rập, Mỹ, Thổ Nhĩ Kỳ... Công tác điều hành vĩ mô và hệ thống pháp lý ngày càng hiệu quả và minh bạch. Trong cơ cấu kinh tế, lĩnh vực nông nghiệp của Maroc sử dụng 40% lực lượng lao động, nhưng trình độ kỹ thuật chưa cao, phụ thuộc rất nhiều vào thời tiết. Trong thập kỷ 1995-2005, do thời tiết không thuận, nông nghiệp Maroc đã sụt giảm với tốc độ tăng trưởng chỉ đạt 3,4%/năm. Riêng năm 2005, do hạn hán nên tỷ lệ tăng trưởng nông nghiệp giảm 15,2%. Đến năm 2006, tăng trưởng nông nghiệp đạt 21% do có mưa vào đầu năm. Một số nông sản chính là ngũ cốc (lúa mì, đại mạch và ngô), củ cải đường, cam quýt, nho, rau, cà chua, ôliu và chăn nuôi. Maroc đứng thứ 3 trên thế giới về sản xuất ôliu và đứng thứ 2 về xuất khẩu dầu ô liu. Nước này cũng xếp thứ 2 trên thế giới về xuất khẩu cam quýt và đứng thứ 7 về xuất khẩu rau.
Maroc đang cố gắng giảm sự phụ thuộc vào lượng mưa bằng cách xây dựng những con đập và hồ chứa nước. Trong cơ cấu kinh tế, nông nghiệp và đánh bắt thủy sản chiếm 13,3% GDP năm 2005. Trong lĩnh vực đánh bắt hải sản, Maroc là một trong những nhà sản xuất cá lớn nhất trên thế giới với 17 cảng đánh bắt cá, sản lượng đạt 593.966 tấn năm 2004 trong đó xuất khẩu đạt 267 336 tấn. Năm 2005, xuất khẩu hải sản của Maroc đạt 333 174 tấn mang lại nguồn thu 937 triệu euro. Maroc nổi tiếng về xuất khẩu cá xác-đin, cá mực, bạch tuộc... Lĩnh vực này hiện sử dụng 400.000 lao động và đảm bảo 16% xuất khẩu cả nước.
Hiệp ước mới về đánh bắt cá ký giữa Maroc và Liên minh châu Âu thay cho Hiệp ước hết hạn vào tháng 11 năm 1999 đã có hiệu lực vào tháng 3 năm 2006. Theo đó, Maroc sẽ cho phép tàu có lưới rê của EU vào đánh bắt trên lãnh hải Maroc vùng bờ biển Đại Tây Dương với thời gian 4 năm. Đổi lại EU sẽ phải trả cho Maroc mỗi năm 36 triệu Euro. Mỗi năm sẽ có 14 triệu euro dành cho việc đầu tư hiện đại hoá và tổ chức lại lĩnh vực đánh bắt của Maroc.
Công nghiệp của Maroc tăng trưởng với tốc độ trung bình 3,5%/năm giai đoạn 1995-2005, chiếm 31,2% GDP năm 2005. Năm 2005 tỷ lệ tăng tưởng công nghiệp đạt 3,9%. Là một nước nghèo tài nguyên năng lượng, Maroc chỉ có thế mạnh là phosphat. Maroc đứng thứ 3 thế giới về sản xuất phosphat và đứng đầu thế giới về xuất khẩu mặt hàng này. Maroc cũng là nước sản xuất kim loại màu quan trọng trong khu vực Bắc Phi. Do vậy, ngay từ khi độc lập, Maroc đã dành những khoản đầu tư lớn để phát triển cơ sở hạ tầng công nghiệp cơ bản. Công nghiệp chế tạo chiếm tỷ trọng khoảng 16,4% trong kinh tế Maroc. Các ngành công nghiệp chính là vật liệu xây dựng, hóa chất, dệt may, giày dép, chế biến thực phẩm, hóa dầu, hàng không. Riêng về dệt may, phần lớn sản xuất được thực hiện theo hợp đồng với các công ty Châu Âu. Kể từ đầu năm 2005, sau khi xoá bỏ Hiệp định da sợi, ngành dệt may của Maroc đã phải đối mặt với sự cạnh tranh khốc liệt của các nước sản xuất dệt may như Trung Quốc, Pakistan, Ba Lan.
Lĩnh vực dịch vụ của Maroc tăng trưởng với tốc độ 3,7% thời kỳ 1995-2005 và 5% năm 2005, đóng góp 55,5% vào GDP cả nước, là một trong những nước có khu vực dịch vụ phát triển nhất Bắc Phi. Một số ngành quan trọng là du lịch, giao thông vận tải, viễn thông, ngân hàng, tài chính...
Về du lịch, sau một thời gian dài (1990-1997) tăng trưởng chậm, từ năm 1998, du lịch Maroc đã đạt tốc độ tăng trưởng trung bình trên 10%/năm. Năm 2005, tổng doanh thu du lịch của Maroc đã đạt 5 tỷ USD. Năm 2006, Maroc thu hút được 6,2 triệu lượt du khách, mang lại doanh thu khoảng 6,1 tỷ USD. Maroc phấn đấu đón 10 triệu khách năm 2010. Trong số khách du lịch nước ngoài có một nửa là kiều dân Maroc.
Sau khi tự do hoá ngành vận tải hàng không, Hãng hàng không hoàng gia Royal Air Maroc đã quyết định tăng quy mô đội bay và tháng 6 năm 2005 đã tiến hành gọi thầu đối với 4 máy bay đường dài. Hiện nay Maroc có 19 sân bay quốc tế trong đó lớn nhất là sân bay Casablanca. Đây cũng là một trong những cảng hàng không lớn nhất châu Phi.
Về đường bộ, từ năm 2000 đến 2006 Maroc đã tăng xây dựng thêm 160 km đường cao tốc. Hiện nay Maroc có 65.000 km đường có chất lượng khá tốt. Nước này cũng có hệ thống đường cao tốc lớn nhất khối Maghreb và đứng thứ hai châu Phi sau Nam Phi.
Mạng lưới đường sắt của Maroc cũng nằm trong số những hệ thống đường sắt phát triển nhất châu Phi, nối liền tất cả các thành phố chính của Vương quốc.
Về thông tin liên lạc, bước khởi đầu quá trình tự do hoá ngành viễn thông được đánh dấu bằng việc Nhà nước cấp phép lần thứ hai cho công ty điện thoại di động Méditel trong đó 61% vốn do các nhà đầu tư nước ngoài nắm giữ (Telefonica và Portugal Telecom). Nhiều giấy phép đầu tư khác cũng đã được cấp trong thời gian từ năm 2000-2003, trong đó có 7 dự án đầu tư xây dựng và khai thác hệ thống viễn thông công cộng qua vệ tinh.
Các trung tâm gọi điện thoại quốc tế đặt tại Maroc đã thực hiện doanh thu xuất khẩu trên 81,4 triệu USD, đem lại công ăn việc làm cho hơn 4000 người. Đây là hoạt động xuất khẩu dịch vụ góp phần tạo công ăn việc làm chất lượng cao với đòi hỏi tỷ lệ đầu tư và nhân công thấp.
Ngày nay, Thành phố Casablanca là trung tâm tài chính và công nghiệp lớn nhất Maroc và khối Maghreb (Tunisia, Algérie, Maroc, Libya và Mauritanie). Nhiều công ty đa quốc gia có trụ sở tại đây. Thị trường chứng khoán Casablanca được xem là lớn thứ 4 ở châu Phi sau Johannesburg (Nam Phi), Cairo (Ai Cập) và Gaborone (Botswana).
Ngoại hối do kiều dân Maroc gửi về, tính đến cuối tháng 12 năm 2006, lượng kiều hối do người Maroc ở nước ngoài gửi về nước đã đạt gần 5,5 tỷ USD tăng 17,2% so với cùng kỳ năm trước (4,1 tỷ USD). So với mức trung bình từ 2001 đến 2005, các khoản thu kiều hối đã tăng 31,7% năm 2006. Cùng với du lịch, ngoại hối do kiều dân Maroc gửi về là nguồn thu ngoại tệ thứ hai của nước này. Maroc là nước lớn thứ tư trong số các nước đang phát triển nhận được nhiều kiều hối nhất (sau Ấn Độ, México và Pakistan). Ước tính có khoảng 2,5 triệu người Maroc sống ở nước ngoài, chiếm 8% dân số. Có đến 50% gia đình ở Maroc có người thân sống ở nước ngoài, chủ yếu ở châu Âu và Mỹ.
Năm lĩnh vực được đầu tư nhiều nhất là viễn thông (59%) sau khi tập đoàn Vivendi mua 16% công ty viễn thông quốc gia Maroc Telecom, du lịch (11,7%), bất động sản (9,1%), công nghiệp (8,7%) và bảo hiểm (4,4%). Các nhà đầu tư chính vẫn là Pháp, Tây Ban Nha, Đức và Thuỵ Sĩ. Kết quả này phản ánh chính sách hiện nay của Maroc. Nước này đã cam kết tăng tính hấp dẫn đối với các nhà đầu tư và đặt việc thu hút nguồn vốn nước ngoài vào trọng tâm chiến lược phát triển kinh tế, biến các nhà đầu tư nước ngoài thành các đối tác ưu tiên thực sự phục vụ phát triển đất nước.
Với những tiềm năng và với vị trí địa lý được thiên nhiên ưu đãi, Maroc có thể trở thành sân sau để các nước đầu tư, sản xuất xuất khẩu bởi Maroc đã ký các Hiệp định tự do mậu dịch với những đối tác thương mại chính, điều này cho phép hàng hoá sản xuất tại Maroc có thể thâm nhập những thị trường lớn như Liên minh châu Âu, Mỹ và các nước Ả Rập.
Mặc dù có những kết quả đáng khích lệ như trên nhưng Chính phủ Maroc vẫn còn nhiều việc phải làm để phát triển nền kinh tế một cách bền vững. Hiện tại nước này đang phải đối phó với nhiều thách thức nhất là vấn đề dân số, thất nghiệp, tình trạng mù chữ (vẫn chiếm 20% năm 2005), chăm sóc y tế, nước sạch và điện cho người dân nông thôn.

## Nhân khẩu

### Ngôn ngữ

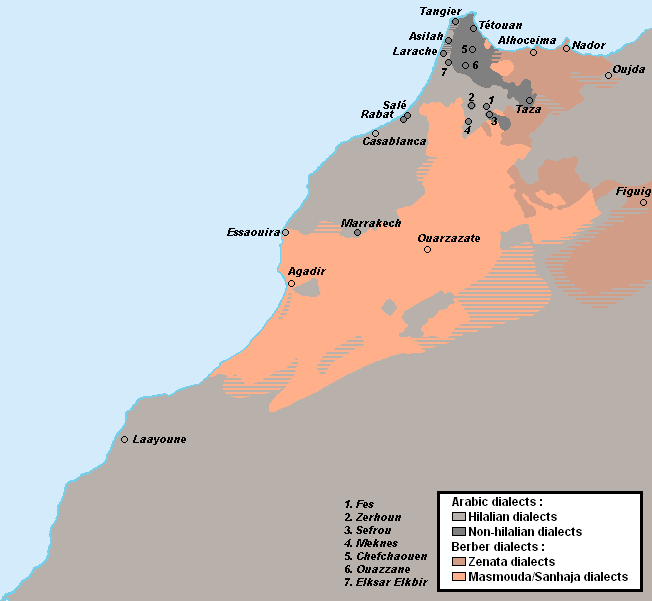
Bản đồ ngôn ngữ của Maroc

Ngôn ngữ chính thức của Maroc là tiếng Ả Rập và ngữ tộc Berber. Phương ngữ Ả Rập của Maroc được gọi là Darija. Ước tính 92,7% dân số Maroc có thể nói tiếng Ả Rập, 24,8% có thể nói ba phương ngữ của ngữ tộc Berber (3,2% nói tiếng Riff, 14,2% nói tiếng Shilha và 7,4% nói tiếng Tamazight Trung Maroc). Năm 2024, 99,2% dân số Maroc có thể đọc và viết tiếng Ả Rập, nhưng chỉ 1,5% có thể đọc và viết ngữ tộc Berber. 80,6% dân số Maroc coi tiếng Ả Rập là ngôn ngữ đầu tiên, 18,9% coi ngữ tộc Berber là ngôn ngữ đầu tiên. Sau khi Maroc tuyên bố độc lập vào năm 1956, tiếng Pháp và tiếng Ả Rập trở thành ngôn ngữ chính trong hành chính và giáo dục.
| Tôn giáo tại Maroc | Tôn giáo tại Maroc | Tôn giáo tại Maroc | Tôn giáo tại Maroc | Tôn giáo tại Maroc |
| ------------------ | ------------------ | ------------------ | ------------------ | ------------------ |
| Tôn giáo           | Tôn giáo           |                    | TỶ lệ              | TỶ lệ              |
| Hồi giáo           | Hồi giáo           |                    | 98.9%              | 98.9%              |
| Kitô giáo          | Kitô giáo          |                    | 0.9%               | 0.9%               |
| Do Thái giáo       | Do Thái giáo       |                    | 0.2%               | 0.2%               |

### Tôn giáo
Năm 2010, Trung tâm Nghiên cứu Pew ước tính 99% dân số theo Hồi giáo, trong khi 1% theo những tôn giáo khác. Trong số tín đồ Hồi giáo, gần như tất cả theo Hồi giáo Sunni, ít hơn 0,1% theo Hồi giáo Shia. Năm 2021, mạng lưới nghiên cứu Arab Barometer ước tính 67,8% dân số Maroc rất sùng đạo, 29,1% sùng đạo và 3,1% không tôn giáo.
Trước khi Israel được thành lập vào năm 1948, 265.000 người Do Thái sinh sống tại Maroc, cấu thành cộng đồng người Do Thái lớn nhất ở thế giới Hồi giáo. Hiện tại, cộng đồng người Do Thái có khoảng 2.500 người ở Casablanca và 100 người ở Rabat và Marrakesh, trong khi những bộ phận còn lại sống phân tán khắp cả nước. Cộng đồng người Do Thái ở Maroc tương đối già, với số lượng người trẻ có xu hướng giảm. Cộng đồng Baháʼí giáo sinh sống ở các khu vực thành thị và có khoảng 350 đến 400 người.

### Giáo dục
| Tỷ lệ biết chữ của Maroc (2024) | Tỷ lệ biết chữ của Maroc (2024) | Tỷ lệ biết chữ của Maroc (2024) | Tỷ lệ biết chữ của Maroc (2024) | Tỷ lệ biết chữ của Maroc (2024) |
| ------------------------------- | ------------------------------- | ------------------------------- | ------------------------------- | ------------------------------- |
|                                 |                                 |                                 | percent                         |                                 |
| Biết đọc và viết tiếng Ả Rập    | Biết đọc và viết tiếng Ả Rập    |                                 | 99.2%                           | 99.2%                           |
| Biết đọc và viết tiếng Pháp     | Biết đọc và viết tiếng Pháp     |                                 | 57.7%                           | 57.7%                           |
| Biết đọc và viết tiếng Anh      | Biết đọc và viết tiếng Anh      |                                 | 20.5%                           | 20.5%                           |
| Biết đọc và viết ngữ tộc Berber | Biết đọc và viết ngữ tộc Berber |                                 | 1.5%                            | 1.5%                            |

Giáo dục ở Maroc là miễn phí và bắt buộc ở bậc tiểu học. Năm 2012, tỷ lệ biết chữ của Maroc là 72%. Tháng 9 năm 2006, Maroc được Tổ chức Giáo dục, Khoa học và Văn hóa Liên Hợp Quốc tặng Giải thưởng Biết chữ UNESCO.

## Văn hóa
Bóng đá: Marocco là đội bóng châu Phi đầu tiên lọt vào bán kết 1 kì WC. Thành tích đáng tự hào này diễn ra vào ngày 11/12/2022 khi Ma Rốc đã đánh bại đội bóng Bồ Đào Nha

### Ẩm thực
Ẩm thực Maroc là sự kết hợp tinh tế giữa rau, quả, những gia vị hiếm và thơm, các loại cá và thịt rất ngon... Được xem là ngon nhất trong số ẩm thực ở phương Đông và nổi tiếng trên thế giới, các món ăn đồ uống Maroc sẽ làm cho người uống thích thú. Sau đây là một số món chính tiêu biểu trong nền ẩm thực của Maroc.
- Món thịt xiên: Ở lối vào của mỗi khu chợ, trên một ô đất trống trên đường, có thể nhìn thấy người ta làm món thịt xiên: một bữa ăn nhanh vừa rẻ vừa ngon.
- Món Kuskus: Đó là món ăn trưa truyền thống trong gia đình vào thứ sáu hàng tuần của người Maroc nhưng cũng tìm thấy món này trong các cửa hàng mở cửa tất cả các ngày trong tuần. Trong cuộc hành trình, có thể thưởng thức cả nghìn loại bánh cútcút tuỳ theo các vùng và tuỳ theo tính sáng tạo của người đầu bếp. Bạn thử ăn bằng ngón tay theo kiểu Maroc xem sao.
- Món Méchoui: là món cừu thui trên que xiên hoặc nướng trên lò. Có cảm giác thịt đang nóng chảy trong miệng.
- Món Pastilla: Là một loại bột mịn được nhào thành từng lớp nhồi thịt chim bồ câu và hạnh nhân: Đây là món bánh ngọt có tra muối theo kiểu Maroc. Còn có các món khác có cùng nguồn gốc nhưng nhồi cá, thịt gà thậm chí thêm sữa để làm món tráng miệng.
- Những món ăn của tháng chay Ramadan: Khi mặt trời lặn, người ta kết thúc việc nhịn ăn với việc thưởng thức món harira - một loại xúp làm từ thịt, đậu lăng, đậu Hà Lan; món beghrir, loại bánh xèo nhỏ làm từ tổ ong ăn với bơ nấu chảy và mật ong và bánh shebbakia, loại bánh rán trong dầu và bọc mật ong. Bữa ăn nhẹ này giúp mọi người có thời gian chờ đợi bữa tối thực sự diễn ra muộn hơn vào ban đêm.
- Món Tajine: Từ này vừa chỉ dụng cụ để đựng (là cái đĩa bằng đất nung được trang trí với chiếc vung hình nón điển hình) vừa chỉ thức ăn bên trong đó (món ragu gồm có thịt, gia cầm, cá và rau nướng chín). Hãy thưởng thức và sẽ hiểu tại sao tajine lại là món ăn dân tộc của người Maroc.
- Nước chè bạc hà: Có tác dụng giải khát, làm ấm cơ thể, giúp lấy lại sức thường uống vào buổi sáng hoặc sau các bữa ăn vào bất cứ giờ nào. Được thưởng thức chè bạc hà là một thú vui không nên từ chối.
- Bánh ngọt: Bánh mật ong, sừng linh dương, bánh feqqas có hạnh nhân, nho khô, bánh ghoriba làm từ hạnh nhân, vừng... cũng là các loại bánh rất ngon của Maroc.